# 조선 태조 어진
조선태조어진(朝鮮太祖御眞)은 조선을 건국한 태조 이성계의 초상화로 대한민국의 국보 제317호이다. 현재 어진의 진본은 대한민국 전북특별자치도 전주시 경기전(慶基殿)의 어진박물관 수장고에 보관되어 있으며, 모사본이 국립전주박물관, 국립고궁박물관 등에 전시되어 있다.

## 역사
조선시대에 태조 이성계의 어진은 총 26점이 제작되었지만 현재 전주시 경기전 경내의 어진박물관에 보관되어 있는 어진이 현존하는 유일본이다. 조선 왕조는 태조의 어진을 봉안할 진전(眞殿)으로 경복궁의 선원전, 함경도 영흥의 준원전, 전주의 경기전, 개성의 목청전, 평양의 영숭전, 경주의 집경전을 세웠다. 경기전의 어진은 태조 재위 당시에 제작된 집경전의 어진을 1409년(태종 10년)에 모사하여 1410년(태종 11년)에 봉안하였으며, 1763년(영조 39년)에 수리를 거치고 나서 1872년(고종 9년)에 어진도사(御眞圖寫)의 화사(畵師)로 활동한 조중묵이 다시 모사하였다.
경기전의 태조 어진은 1592년 임진왜란 때에 의주를 거쳐 묘향산에 이안되었고, 1597년 정유재란 때에 어진이 봉안되어 있던 경기전이 소실되자 1614년(광해군 6년)에 경기전이 중건된 후에야 전주로 환안되었다. 경기전 어진은 1636년 병자호란 때에 다시 무주 적상산으로 피난을 가서 이듬해 환안되었다. 1767년(영조 43년)에는 전주성에 화재가 발생하여 전주향교로 옮겨졌으며, 동학 농민 운동 당시에는 위봉사 법당으로 이안된 후 다시 환안되었다.
2005년에 문화재청의 국정감사에서 태조 어진의 훼손 사실이 드러나 2008년에 보존 처리를 완료하여 전주시로 반환되었으며, 2010년부터는 경기전 경내에 위치한 어진박물관에 보관되어 있다. 2012년에 보물에서 국보로 승격 지정되었다.

## 국보 지정 사유
국보 제317호 '조선태조어진'은 1872년(고종 9)에 제작된 태조 이성계의 어진이다. 태조는 임금의 상복(常服)인 익선관(翼善冠)에 청색(靑色) 곤룡포(袞龍袍)를 입고 용상(龍床)에 앉아 있다.
조선시대 어진은 초상화 분야에서 매우 중요한 위치를 차지하고 있으나, 아쉽게도 현전하는 작품이 많지 않다. 영조 어진은 반신상이거나 연잉군(延礽君) 시절의 모습(화재로 일부 훼손됨)이고, 철종 어진은 절반이 불에 탄 상태로 남아 있다. 고종 어진은 공식적인 진전 봉안용이 아니며, 순종 어진은 초본으로 남아 있다. 그 외에도 면복(冕服) 차림의 익종 어진, 홍곤룡포(紅袞龍袍)를 입은 태조 어진 등이 있으나 모두 화재로 심하게 훼손되어 용안(龍顔)을 확인하기 어려운 실정이다. 따라서 '조선태조어진' 은 완전하게 남아 있는 유일한 조선시대 왕의 전신상으로서의 절대적인 희소성을 가진다. 초상화는 봉안된 원본이 낡거나 훼손되면 필수적으로 이모작업에 돌입하였다. 어진의 경우에도 이러한 이유 때문에, 시대가 올라가는 원본을 찾기는 어렵다. 하지만 당대 최고의 화사들이 동원되어, 원본에 충실하게 이모 작업이 이루어지기 때문에, 1872년(고종 9)에 제작된 국보 제317호 '조선태조어진'도 조선 초기 선묘 위주의 초상화 기법을 잘 간직하고 있다. 더욱이 대규모의 화면, 표제(標題)와 장황(粧䌙), 금실로 용문이 직조된 홍색의 낙영(絡纓)과 어진의 좌우에 드리워진 유소(流蘇) 등이 온전하게 구비된 상태로서 진전(眞殿) 봉안용으로서의 격식을 잘 갖추고 있다. 따라서, 국보 제317호 '조선태조어진'은 19세기 후반이라는 제작시기와 상관없이 조선 초기 어진의 원본적 성격을 강하게 내포하고 있어, 그 가치를 더 한다.
더불어, 국보 제317호 '조선태조어진'은 회화로서의 작품성 뿐만 아니라, 이 어진을 둘러싼 귀중한 기록들 - 『경기전의(慶基殿儀)』, 『어진이모도감의궤(御眞移模都監儀軌)』- 등도 함께 전한다는 점에서 주목된다. 이들 문헌에는 어진 제작과 관련된 도감 설치와 동원된 화가명, 소요 물품, 봉안을 위한 각 기구 간의 교신 및 각종 의주(儀註) 등 어진 제작의 전 과정이 고스란히 담겨 있다. 이를 통해 어진이 단순히 왕의 자손들이 조상의 모습을 그려 남기고 제사를 지낸다는 봉공(奉供)의 의미만이 아니라, 한 나라의 조정이나 왕실을 상징하는 의미가 더욱 지대하였음을 종합적으로 살필 수 있다.
국보 제317호 '조선태조어진'은 예술성과 희소성, 상징성, 학술적 가치 등을 고려해 볼 때, 국보로 승격될 가치가 충분하다.

## 같이 보기
- 이성계
- 어진